# Long Riston
Long Riston är en by i civil parish Riston, i distriktet East Riding of Yorkshire, i grevskapet East Riding of Yorkshire, i England. Byn är belägen 10 km från Beverley. Long Riston var en civil parish fram till 1935 när blev den en del av Riston. Civil parish hade 266 invånare år 1931. Byn nämndes i Domedagsboken (Domesday Book) år 1086, och kallades då Riston/Ristun(e).